# Lätt flugvikt i fristil i brottning vid olympiska sommarspelen 1996
Herrarnas brottningsturnering i fristil i viktklassen lätt flugvikt vid olympiska sommarspelen 1996 avgjordes i Atlanta i Georgia World Congress Center. 

## Medaljörer
| Klass         | Guld               | Silver                      | Brons              |
| Lätt flugvikt | Kim Il · Nordkorea | Armen Mkertchian · Armenien | Alexis Vila · Kuba |

## Resultat
Guld- och silvermedaljörerna korades genom en klassisk turnering där vinnaren i finalen erhöll guld, och förloraren silver. Förlorarna från omgång ett fram till semifinalen fick återkvala och vinnaren fick till slut brons.
- PA — Vinst genom att motståndaren skadats

### Huvudtabell

#### Runda 1
| Brottare 1                | Poäng  | Brottare 2                         |
| ------------------------- | ------ | ---------------------------------- |
| Isaac Jacob (NGR)         | 0 - 4  | Alexis Vila (CUB)                  |
| Mynor Ramírez (GUA)       | 0 - 12 | Rob Eiter (USA)                    |
| Armen Mkertchian (ARM)    | 10 - 0 | José Restrepo (COL)                |
| Vitalie Railean (MDA)     | 10 - 0 | Vlado Sokolov (MKD)                |
| Gheorghe Corduneanu (ROU) | 2 - 3  | Nougzar Tskouasseli (GRE)          |
| Kim Il (PRK)              | 12 - 2 | Fariborz Besarati (SWE)            |
| Vougar Oroudjov (RUS)     | 4 - 6  | Viktor Yefteni (UKR)               |
| Paul Ragusa (CAN)         | 1 - 7  | Luvsan-Ishiin Sergelenbaatar (MGL) |
| Vladimir Torgovkin (KGZ)  | 0 - 11 | Jung Soon-Won (KOR)                |
| Filiberto Fernández (MEX) |        | Bye                                |

#### Åttondelsfinaler
| Brottare 1                         | Poäng  | Brottare 2                |
| ---------------------------------- | ------ | ------------------------- |
| Filiberto Fernández (MEX)          | 0 - 11 | Alexis Vila (CUB)         |
| Rob Eiter (USA)                    | 2 - 9  | Armen Mkertchian (ARM)    |
| Vitalie Railean (MDA)              | 10 - 1 | Nougzar Tskouasseli (GRE) |
| Kim Il (PRK)                       | 3 - 0  | Viktor Yefteni (UKR)      |
| Luvsan-Ishiin Sergelenbaatar (MGL) | 1 - 3  | Jung Soon-Won (KOR)       |

#### Kvartsfinaler
| Brottare 1            | Poäng | Brottare 2             |
| --------------------- | ----- | ---------------------- |
| Alexis Vila (CUB)     | 2 - 4 | Armen Mkertchian (ARM) |
| Vitalie Railean (MDA) |       | Bye                    |
| Kim Il (PRK)          |       | Bye                    |
| Jung Soon-Won (KOR)   |       | Bye                    |

#### Semifinaler
| Brottare 1             | Poäng | Brottare 2            |
| ---------------------- | ----- | --------------------- |
| Armen Mkertchian (ARM) | 7 - 2 | Vitalie Railean (MDA) |
| Kim Il (PRK)           | 3 - 1 | Jung Soon-Won (KOR)   |

#### Final
| Brottare 1             | Poäng | Brottare 2   |
| ---------------------- | ----- | ------------ |
| Armen Mkertchian (ARM) | 4 - 5 | Kim Il (PRK) |

### Återkval

#### Omgång 2
| Brottare 1                | Poäng  | Brottare 2              |
| ------------------------- | ------ | ----------------------- |
| Isaac Jacob (NGR)         | 3 - 0  | Mynor Ramírez (GUA)     |
| José Restrepo (COL)       | 4 - 15 | Vlado Sokolov (MKD)     |
| Gheorghe Corduneanu (ROU) | 6 - 3  | Fariborz Besarati (SWE) |
| Vougar Oroudjov (RUS)     | 12 - 0 | Paul Ragusa (CAN)       |
| Vladimir Torgovkin (KGZ)  |        | Bye                     |

#### Omgång 3
| Brottare 1               | Poäng  | Brottare 2                         |
| ------------------------ | ------ | ---------------------------------- |
| Vladimir Torgovkin (KGZ) | PA     | Isaac Jacob (NGR)                  |
| Vlado Sokolov (MKD)      | 3 - 7  | Gheorghe Corduneanu (ROU)          |
| Vougar Oroudjov (RUS)    | 10 - 0 | Filiberto Fernández (MEX)          |
| Rob Eiter (USA)          | 11 - 2 | Nougzar Tskouasseli (GRE)          |
| Viktor Yefteni (UKR)     | 5 - 1  | Luvsan-Ishiin Sergelenbaatar (MGL) |

#### Omgång 4
| Brottare 1            | Poäng  | Brottare 2                |
| --------------------- | ------ | ------------------------- |
| Isaac Jacob (NGR)     | 6 - 7  | Gheorghe Corduneanu (ROU) |
| Vougar Oroudjov (RUS) | 10 - 4 | Rob Eiter (USA)           |
| Viktor Yefteni (UKR)  | 0 - 8  | Alexis Vila (CUB)         |

#### Omgång 5
| Brottare 1                | Poäng  | Brottare 2            |
| ------------------------- | ------ | --------------------- |
| Gheorghe Corduneanu (ROU) | 0 - 10 | Vougar Oroudjov (RUS) |
| Alexis Vila (CUB)         |        | Bye                   |

#### Omgång 6
| Brottare 1            | Poäng  | Brottare 2          |
| --------------------- | ------ | ------------------- |
| Vitalie Railean (MDA) | 0 - 10 | Alexis Vila (CUB)   |
| Vougar Oroudjov (RUS) | 5 - 1  | Jung Soon-Won (KOR) |

#### Bronsmatch
| Brottare 1        | Poäng | Brottare 2            |
| ----------------- | ----- | --------------------- |
| Alexis Vila (CUB) | 5 - 2 | Vougar Oroudjov (RUS) |